# Iwan Szwiedow
Iwan Szwiedow (ur. 21 września 1969 w Leningradzie) – rosyjski aktor filmowy i telewizyjny.

## Wybrana filmografia
- Gadael Lenin (1994) jako Sasha
- Frantsuzskiy vals (1994) jako Bolesław
- Czerwona zaglada (1995) jako Piotr Siergiejewicz
- Muzyka miłości: Robert i Klara (1995) jako Schunke
- The Successor (1996) jako sprzedawca
- Agent natsionalnoy bezopasnosti (1999) jako Sergei
- England! (2000) jako Walerij Sikorski
- Wróg u bram (2001) jako Wołodia
- Światła (2003) jako Kolya
- Diabli wiedzą po co (2003) jako Kvido
- Zuckerbrot (2003) jako Mitja
- Der gestohlene Mond (2003) jako Siergiej
- Savannah (2003) jako Vlad
- Miłość w myślach (2004) jako gość w Moka Efti
- Mitfahrer (2004) jako Sylvester
- Das Apfelbaumhaus (2004) jako Arkady
- Krucjata Bourne’a (2004) jako moskiewski policjant
- Der Grenzer und das Mädchen (2005) jako Rocki
- Prawie w niebie (2005) jako Strike
- Eine Liebe in Königsberg (2006) jako Sascha
- Küstenwache (1997, 2006) jako Sascha Tschaikov
- Almaz Black Box (2007) jako Ivan Romanenko
- Proste sprawy (2007) jako Vasin
- Die Anruferin (2007) jako Irms Kollege Peter
- Unter anderen Umständen (2006–2007) jako Izar Bassajew-Momsen
- Braams – Kein Mord ohne Leiche (2008) jako Marek Tarnowski
- Die Liebesflüsterin (2008) jako Pavel
- Kostucha (2009) jako Igor
- Sterva (2009) jako Konstantin Strekalov
- Der Tote im Spreewald (2009) jako Tomaz Jaruski
- Albańczyk (2010) jako Slatko
- Jesteśmy nocą (2010) jako van Gogh
- 4 Tage im Mai (2011) jako Trubizin
- Mission: Impossible – Ghost Protocol (2011) jako Leonid Lisenker
- Marthaler – Partitur des Todes (2014) jako Stipe Pavlic
- Alles ist Liebe (2014) jako fiński kierowca
- Fremdkörper (2015) jako Pjotr
- Unverschämtes Glück  (2015) jako Tschechischer Bürgermeister
- System (2015) jako ojciec Artura
- Abschussfahrt (2015) jako detektyw Stanek
- Buddha's Little Finger (2015) jako Shurick
- Most szpiegów (2015) jako sowiecki śledczy nr 2
- Przekraczając granice (2013, 2015) jako Theo Arn / Polish Liason
- Maikäfer flieg (2016) jako Feldwebel
- Pożegnanie z Europą (2016) jako Halpern Leivick
- Wunschkinder (2016) jako Siergej Iwanow
- Miejsce zbrodni (2010, 2017) jako Michael Koslow / Ratko Jacopec
- Babilon Berlin (2017) jako Aleksiej Kardakow